# Alfredo Morelos
Alfredo José Morelos Aviléz, né le 21 juin 1996 à Cereté, est un footballeur international colombien. Il évolue actuellement au poste d'attaquant à l'Atlético Nacional, en prêt de Santos FC.
Issu d'un milieu modeste, il s'intéresse au football dès son enfance et s'oriente rapidement vers le rôle de buteur, sous l'impulsion de son père. Il commence sa carrière à l'Independiente Medellín jusqu'en 2016. Il décide alors de rejoindre l'Europe et le Helsinki JK, avec qui il est sacré champion de Finlande en 2017. Il quitte le club finlandais en juin 2017 pour s'engager en faveur de son équipe actuelle, le Rangers FC, avec laquelle il est sacré champion d'Écosse en 2021, après 2 saisons terminées à la 2e place.
Il compte par ailleurs 7 sélections et 1 but en équipe de Colombie, en plus de 10 sélections dans les catégories de jeunes.

## Biographie

### Enfance
Alfredo Morelos nait à Cereté, en Colombie, où il vit avec ses parents, ses sœurs et sa grand-mère jusqu'à ce qu'il rejoigne l'Independiente Medellin, à cette période il doit alors vivre seul et éloigné de sa famille.
Alfredo indique que c'est son père, vendeur de fruits ambulant, qui l'a initié au football et au rôle de buteur.
Durant son enfance, Alfredo part régulièrement dans la jungle pour récolter des œufs d'Iguanes, avec lesquels sa mère prépare une soupe.

### Carrière en club

#### Débuts avec l'Independiente Medellín (2011-2016)
Morelos commence sa carrière avec les équipes de jeunes de l'Independiente Medellín en 2011, il est promu en équipe première en 2014 par l'entraineur Hernán Darío Gómez.  
Son premier match professionnel a lieu le 1er septembre 2014, à l'occasion d'une victoire 3-0 face à Rionegro Águilas en championnat. Il inscrit cinq jours plus tard son premier but en professionnel lors d'une victoire 3-2 contre Fortaleza. Il boucle sa première saison professionnelle avec 6 buts en 14 matches de championnat, ainsi que 4 buts marqués en coupe nationale,,.
Après avoir terminé la saison 2015 avec 11 matches disputés toutes compétitions confondues, plusieurs médias annoncent un départ en Europe d'Alfredo.
En dehors du football, ses années à Medellín sont marquées par un triste évènement : en 2012, alors qu'il est âgé de 16 ans, il apprend le décès tragique d'une de ses jeunes sœurs. Une épreuve qui endurcit le joueur, comme l'indique Mateo Restrepo, responsable du centre de formation : « Cela a été un moment très délicat. Un coup dur. Je crois que cela démontre sa capacité de résilience […] Il a pris le bon de cet événement pour pouvoir avancer. ».

#### Départ pour l'Europe et le HJK (2016-2017)

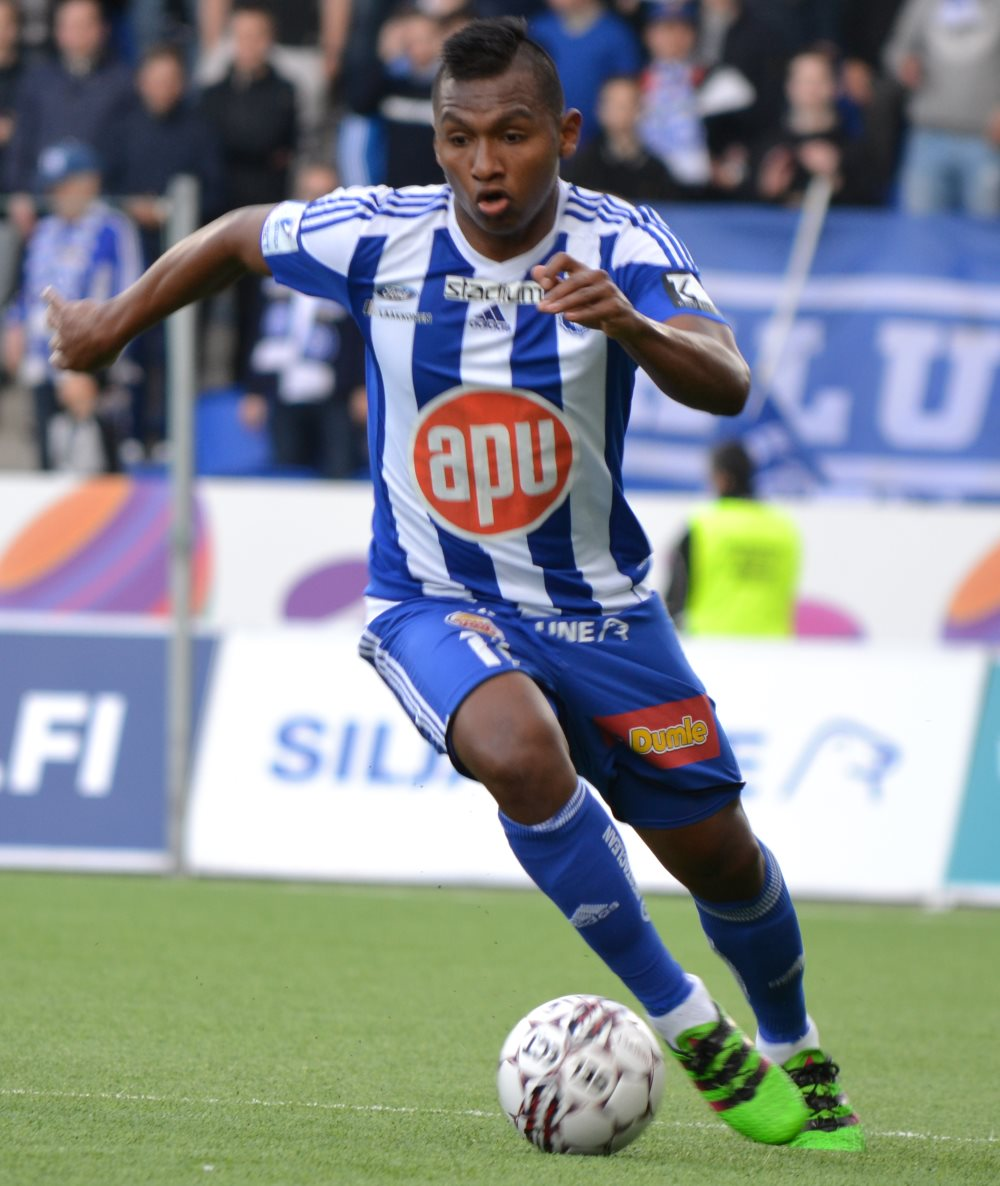
Morelos avec HJK en mai 2017.

Le 5 février 2016, le club finlandais du HJK Helsinki annonce l'arrivée d'Alfredo Morelos en prêt pour 3 mois avec option d'achat,.
Même s'il a du mal à s'adapter à un climat très différent de ce qu'il a connu jusqu'à présent, Morelos ne le montre que très peu et s'entraine dur.
L'impact de Morelos sur les résultats de son nouveau club est immédiat : pour son tout premier match, il entre en jeu lors du derby face à HIFK et inscrit un but à la 90e minute, permettant à son équipe d'égaliser à 3-3. Il est par la suite un buteur très régulier. Il est conservé sans hésitation au-delà des 3 mois prévus initialement. 
Le 15 juin 2016, lors d'un match de Coupe de Finlande face à Palloseura, il inscrit le premier triplé de sa carrière professionnelle et participe grandement à la victoire 4-1 des siens. Son équipe atteint la finale de cette coupe mais s'incline aux tirs au but contre le SJK Seinäjoki.
Côté international, Morelos inscrit 4 buts en 6 matches de Ligue Europa.
Il termine la saison 2016 avec 30 buts en 43 matches toutes compétitions confondues. Ces belles statistiques lui valent d'être élu meilleur attaquant de la saison, après avoir été nommé joueur du mois de septembre. 
Malgré d'exceptionnelles performances en Finlande, Mika Lehkosuo, son entraineur de l'époque, note des améliorations nécessaires : « Alfredo n’était peut-être pas très professionnel dans tous les aspects de sa vie. Lors de sa première année, il avait des lacunes au niveau de sa coopération avec les autres joueurs et de sa concentration dans toutes les phases du jeu. » . 

#### Fer de lance des Rangers (2017-2023)
La 19 juin 2017, Morelos signe un contrat de trois ans avec le Rangers FC club historique de Glasgow tout juste de retour en première division écossaise. Le montant du transfert n'est pas précisé mais avoisinerait le million de Livres.

##### Saison 2017-2018
Le 29 juin 2017, Alfredo Morelos fait ses débuts pour les Rangers lors d'un match de qualification pour la Ligue Europa face aux Luxembourgeois du Progrès Niedercorn. Lors de ce match, Morelos remplace Martyn Waghorn à la 77e minute de jeu. Son équipe s'impose alors 1-0 mais est éliminée après la défaite 2-0 au match retour le 4 juillet suivant.
Il marque ses deux premiers buts pour les Rangers le 9 août, lors d'une probante victoire 6-0 face à Dunfermline Athletic en coupe de la Ligue. Il marque ensuite régulièrement et gagne la sympathie des supporters du club, qui le surnomment rapidement "El Bufalo".
Morelos termine sa première saison en Écosse avec 18 buts inscrits toutes compétitions confondues, ce qui fait de lui le co-meilleur buteur de l'équipe avec Josh Windass. 14 de ses buts sont inscrits en championnat, le meilleur total derrière Kris Boyd, buteur historique des Rangers qui évolue à Kilmarnock à cette époque.

##### Saison 2018-2019

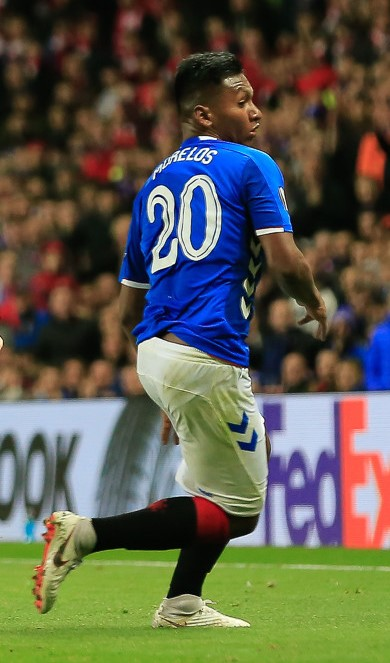
Morelos sous les couleurs des Rangers en octobre 2018.

Les Rangers commencent leur saison par les tours préliminaires de Ligue Europa, au cours desquels Morelos marque face au NK Osijek puis au NK Maribor. Le club de Glasgow atteint la phase de groupes sans encombre.
Morelos se montre performant en ce début de saison, il marque de nouveau en championnat face à St Mirren et inscrit un triplé en coupe de la Ligue face à Kilmarnock (3-1).
Le 1er septembre 2018, il prolonge son contrat avec les Rangers jusqu'en 2022. En mars 2019, il signe une deuxième prolongation de contrat dans la même saison, jusqu'en 2023 cette fois-ci.
Alfredo Morelos termine la saison avec le titre de meilleur buteur du championnat (avec 18 buts) et atteint la barre des 100 buts inscrits en club lors du dernier match de la saison, face à Kilmarnock (défaite 2-1). Il atteint cette barre symbolique plus rapidement que des joueurs comme Wayne Rooney, Cristiano Ronaldo ou Zlatan Ibrahimović.

##### Saison 2019-2020
Morelos commence la saison 2019-2020 par un but face au Saint Joseph's Football Club, à l'occasion du premier tour de qualification de la Ligue Europa, que les Rangers disputent à Gibraltar. Lors du match retour à Ibrox, il inscrit son troisième triplé pour le club écossais. Il marque de nouveau face aux Danois du  FC Midtjylland au tour suivant, puis inscrit un doublé lors du premier match de championnat à domicile, remporté 6-1 face à Hibernian. Ce qui fait donc 7 buts inscrits lors des 7 premiers matches de la saison.
En octobre 2019, Morelos est victime d'injures racistes de la part de supporters de Hearts après avoir marqué.
Fin novembre, il inscrit un doublé contre le Feyenoord Rotterdam en Ligue Europa, il devient alors le tout premier joueur des Rangers à marquer lors de 4 rencontres européennes consécutives. Après le match, son entraineur Steven Gerrard le félicite et salue l'amélioration de sa discipline et son implication.
Quelques semaines plus tard, son équipe s'incline 1-0 face au rival historique du Celtic FC en finale de Coupe de la Ligue.
Le 2 décembre, les Rangers retrouve le Celtic en championnat et s'impose cette fois 1-0. Morelos est exclu en cours de match en raison de gestes provocateurs à destination des tribunes du Celtic Park. Le club affirme par la suite que son joueur a encore une fois été victime d'injures racistes.
Malgré cet épisode tendu, l'année 2019 se termine sur une excellente note pour le joueur colombien : il détient désormais le record de buts inscrits en Ligue Europa avant la coupure hivernale, avec 14 réalisations.

##### Saison 2020-2021
Malgré d'insistantes rumeurs qui annoncent son départ du club, notamment pour prendre la direction de Lille, Alfredo Morelos dispute bien la saison 2020-2021 avec les Rangers. 
Le 5 novembre 2020, lors d'un match de poule de Ligue Europa face au Benfica Lisbonne (3-3), Morelos inscrit son 22e but en compétition européenne avec les Rangers, dépassant ainsi le record d'Ally McCoist. Lors de cette campagne européenne, Morelos et son équipe sont éliminés en 8e de finale par le Slavia Prague (1-1, 0-2).
Côté championnat national, le Rangers FC remporte le 55e titre de son histoire, le premier depuis 2011. Quelques jours après l'officialisation du titre, Alfredo est élu joueur du mois de mars 2021 en Scottish Premiership. Il s'agit de son second titre de joueur du mois après celui de septembre 2019.
Une fois la saison terminée, Alfredo est nommé dans l'équipe-type du championnat en compagnie de 5 coéquipiers.

##### Saison 2021-2022

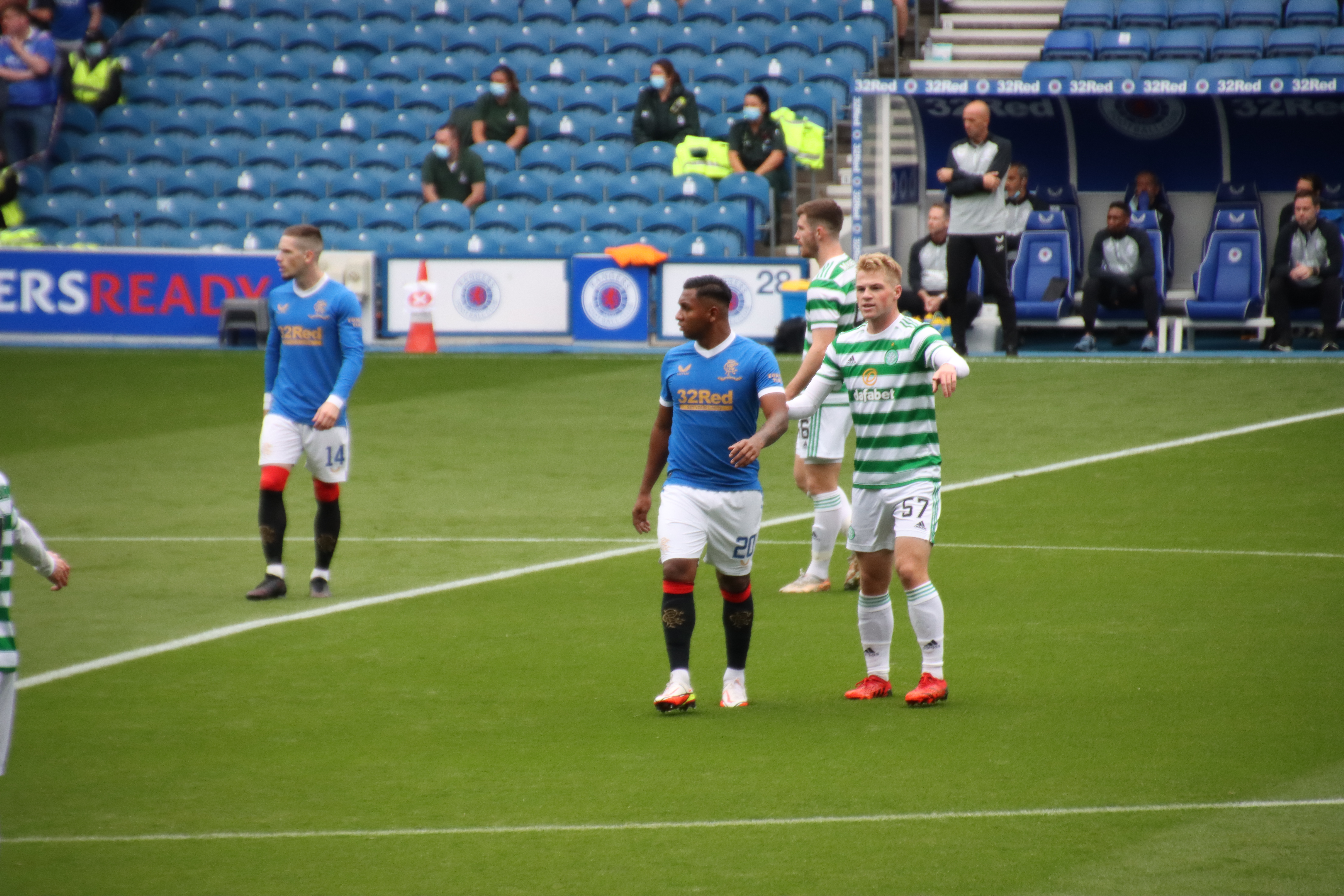
Alfredo Morelos lors du Old Firm d'août 2021 (victoire 1-0)

Les Rangers débutent la saison avec plus de difficulté que la précédente, l'équipe s'incline face à Dundee United dès la deuxième journée de championnat, ce qui constitue leur première défaite dans la compétition depuis mars 2020.  Muet lors des 2 premiers matches de championnat, Morelos débloque son compteur quelques jours plus tard face à Malmö en tour de qualification de Ligue des champions, il ne peut cependant empêcher la défaite 2-1 ainsi que l’élimination des siens (2-4 en score cumulé).
Le 24 octobre 2021, Morelos inscrit son 100ème but sous le maillot des Rangers lors d'une victoire à l'extérieur face à Saint Mirren (2-1). Il devient alors le 18ème joueur d'après-guerre à atteindre cette barre symbolique, en l'occurrence en 199 matches.

### Parcours en sélection

#### Catégories de jeunes
Morelos est appelé pour la première fois en équipe de Colombie U17 en juillet 2012. Il doit cependant attendre le 2 avril 2013 pour disputer son premier match, à l'occasion d'une victoire 9-0 face l'équipe U17 du Paraguay. Il compte au total 4 apparitions avec la catégorie U17.
En septembre 2014, Morelos est appelé pour la première fois en sélection U20, avec laquelle il débute le 16 janvier 2015 lors d'une victoire 6-0 face à l'Uruguay. Il fait partie de l'équipe de Colombie qui termine à la deuxième place du championnat sud-américain des moins de 20 ans en 2015, derrière l'Argentine,. Lors de cette compétition il prend part à 6 matches, délivrant une passe décisive face au Brésil.

#### Sélection A
Alfredo Morelos est appelé pour la première fois en Équipe de Colombie le 28 août 2018, en vue des matches amicaux face au Venezuela puis l'Argentine. C'est contre le Venezuela qu'il honore sa première cape en entrant en jeu à la 77ème minute, il rate une occasion facile à la 83e mais se rattrape en délivrant une passe décisive à Yimmi Chará en fin de rencontre,,.
Il inscrit son premier but en équipe nationale le 16 novembre 2019 face au Pérou, ce but intervient en toute fin de rencontre et permet à la Colombie de s'imposer 1-0.

## Statistiques
| Saison                | Club                   | Championnat           | Championnat | Championnat | Championnat | Coupe nationale | Coupe nationale | Coupe nationale | Coupe de la Ligue | Coupe de la Ligue | Coupe de la Ligue | Compétition(s) continentale(s) | Compétition(s) continentale(s) | Compétition(s) continentale(s) | Compétition(s) continentale(s) | Ligue régionale | Ligue régionale | Ligue régionale | Total | Total | Total |
| Saison                | Club                   | Division              | M.          | B.          | P.d.        | M.              | B.              | P.d.            | M.                | B.                | P.d.              | Comp.                          | M.                             | B.                             | P.d.                           | M.              | B.              | P.d.            | M.    | B.    | P.d.  |
| 2014                  | Independiente Medellin | Dimayor               | 6           | 1           | 1           | 8               | 5               | 0               | -                 | -                 | -                 | -                              | -                              | -                              | -                              | -               | -               | -               | 14    | 6     | 1     |
| 2015                  | Independiente Medellin | Dimayor               | 6           | 0           | 0           | 5               | 0               | 0               | -                 | -                 | -                 | -                              | -                              | -                              | -                              | -               | -               | -               | 11    | 0     | 0     |
| Sous-total            | Sous-total             | Sous-total            | 12          | 1           | 1           | 13              | 5               | 0               | 0                 | 0                 | 0                 | -                              | 0                              | 0                              | 0                              | -               | -               | -               | 25    | 6     | 1     |
| 2016                  | HJK Helsinki           | Veikkausliiga         | 30          | 16          | 5           | 4               | 7               | 2               | 3                 | 3                 | 1                 | C3                             | 6                              | 4                              | 0                              | -               | -               | -               | 43    | 30    | 8     |
| 2017                  | HJK Helsinki           | Veikkausliiga         | 12          | 11          | 5           | 7               | 5               | 0               | -                 | -                 | -                 | -                              | -                              | -                              | -                              | -               | -               | -               | 19    | 16    | 5     |
| Sous-total            | Sous-total             | Sous-total            | 42          | 27          | 10          | 11              | 12              | 2               | 3                 | 3                 | 1                 | -                              | 6                              | 4                              | 0                              | -               | -               | -               | 62    | 46    | 13    |
| 2017-2018             | Rangers FC             | Premiership           | 35          | 14          | 7           | 3               | 2               | 1               | 3                 | 2                 | 0                 | C3                             | 2                              | 0                              | 0                              | -               | -               | -               | 43    | 18    | 8     |
| 2018-2019             | Rangers FC             | Premiership           | 30          | 18          | 8           | 3               | 4               | 0               | 2                 | 4                 | 0                 | C3                             | 13                             | 4                              | 4                              | -               | -               | -               | 48    | 30    | 12    |
| 2019-2020             | Rangers FC             | Premiership           | 26          | 12          | 3           | 1               | 1               | 1               | 3                 | 2                 | 2                 | C3                             | 17                             | 14                             | 4                              | -               | -               | -               | 47    | 29    | 10    |
| 2020-2021             | Rangers FC             | Premiership           | 29          | 12          | 5           | 2               | 0               | 0               | -                 | -                 | -                 | C3                             | 13                             | 5                              | 8                              | -               | -               | -               | 44    | 17    | 13    |
| 2021-2022             | Rangers FC             | Premiership           | 26          | 12          | 7           | 1               | 0               | 0               | 3                 | 1                 | 0                 | C1+C3                          | 1+11                           | 1+5                            | 0+1                            | -               | -               | -               | 42    | 19    | 8     |
| 2022-2023             | Rangers FC             | Premiership           | 32          | 11          | 6           | 4               | 0               | 0               | 3                 | 1                 | 1                 | C1                             | 6                              | 0                              | 0                              | -               | -               | -               | 45    | 12    | 7     |
| Sous-total            | Sous-total             | Sous-total            | 178         | 79          | 36          | 14              | 7               | 2               | 14                | 10                | 3                 | -                              | 63                             | 29                             | 17                             | -               | -               | -               | 269   | 125   | 58    |
| 2023                  | Santos FC              | Série A               | 3           | 0           | 0           | -               | -               | -               | -                 | -                 | -                 | -                              | -                              | -                              | -                              | -               | -               | -               | 3     | 0     | 0     |
| 2024                  | Santos FC              | Série B               | -           | -           | -           | -               | -               | -               | -                 | -                 | -                 | -                              | -                              | -                              | -                              | 8               | 2               | 1               | 8     | 2     | 1     |
| Sous-total            | Sous-total             | Sous-total            | 3           | 0           | 0           | -               | -               | -               | -                 | -                 | -                 | -                              | -                              | -                              | -                              | 8               | 2               | 1               | 11    | 2     | 1     |
| Total sur la carrière | Total sur la carrière  | Total sur la carrière | 235         | 106         | 47          | 38              | 24              | 4               | 17                | 13                | 4                 | -                              | 69                             | 33                             | 17                             | 8               | 2               | 1               | 367   | 178   | 73    |

## Palmarès

### Collectif
HJK Helsinki :
- Champion de Finlande en 2017

 Rangers FC :
- Finaliste de la Ligue Europa en 2022.
- Champion d'Écosse en 2021
- Finaliste de la Coupe de la Ligue en 2019 et 2023
- Vainqueur de la Coupe d'Écosse en 2022

### Individuel
HJK Helsinki :
- Joueur du mois de septembre 2016
- Attaquant de l'année 2016

 Rangers FC :
- Membre de l'équipe-type de Scottish Premiership en 2019[60], 2021[45] et 2022
- Meilleur buteur de Scottish Premiership en 2019 (18 buts)
- Joueur du mois de Scottish Premiership en septembre 2019 et mars 2021[44]

## Engagement social
Très attaché à sa région d'origine, Alfredo Morelos vient régulièrement en aide aux habitants dans le besoin.
En 2016, fraichement transféré au HJK, il profite de ses premières primes pour acheter une maison à sa famille et créer une fondation venant en aide aux enfants de Cereté, sa ville natale dans la jungle colombienne. Avec cette fondation il organise régulièrement des matches de charité pour récolter des dons de nourriture.